# ТЕС Тромбей
19°0′9″ пн. ш. 72°53′56″ сх. д. / 19.00250° пн. ш. 72.89889° сх. д.
ТЕС Тромбей – теплова електростанція на заході Індії у штаті Махараштра. 
У 1956 та 1957 на майданчику станції стали до ладу два конденсаційні блоки з паровими турбінами потужністю по 62,5 МВт, які були розраховані на споживання нафти. В 1960-му та 1965-му їх доповнили ще двома блоками потужністю 62,5 МВт та 150 МВт відповідно, що мали споживати як нафту, так і вугілля. 
У 1978-му в район Мумбаї почав надходити видобутий на шельфі ресурс природного газу, що призвело до виникнення планів масштабного розширення ТЕС. Як наслідок, в 1984 та 1990 роках ввели в експлуатацію два блоки з паровими турбінами потужністю по 500 МВт, причому перший мав одночасно споживати газ, нафту та вугілля, тоді як другий розрахували лише на газ та нафту. Блакитне паливо надходило через газопровід Уран – Тромбей.
В 1993 – 1994 роках ввели в дію сьомий енергоблок потужністю 180 МВт, який на цей раз використовував енергоефективну технологію комбінованого комбінованого парогазового циклу та мав одну газову турбіну з показником у 120 МВт, що живила через котел-утилізатор одну парову турбіну потужністю 60 МВт. Запуск цього блоку дозволив вивести з експлуатації найбільш застарілі блоки 1 – 3.
Із виснаженням родовищ офшорного басейну Мумбай станція почала відчувати дефіцит природного газу. Як наслідок, у 2009-му її доповнили вугільним блоком №8 потужністю 250 МВт. При цьому блок №5 повністю перейшов на вугілля, а блок №6 – на нафту, і лише блок №7 з урахуванням своєї технології продовжував використовувати природний газ. В 2012-му також анонсували плани переведення блоку №6 на вугілля, проте якогось поступу у цьому проекті станом на кінець десятиліття так і не відбулось.
Блок №4, що в якийсь момент був переведений з вугілля на газ, у 2010-х перебував в резерві, а в 2016-му був виведений з експлуатації. 
Вугілля для станції спершу постачали залізницею з індійських копалень, при цьому залізничний термінал мав потужність по прийому до 2,3 млн тон на рік. Втім, необхідність дотримання норм із викидів діоксиду сірки призвела до того, що станом на початок 1990-х фактичні поставки вугілля були обмежені рівнем у 1,3 млн тон. В подальшому з тих же міркувань перейшли на спалювання імпортованого з Індонезії вугілля, для прийому якого ТЕС, що знаходиться на березі затоки Мумбай, має власні портові потужності.
Мазут може постачатись на майданчик станції по трубопроводам від розташованих поруч нафтопереробних заводів компаній BPCL та HPCL.
Для видалення продуктів згоряння на майданчику станції звели численні димарі заввишки 76 м (блок 4), 152 м (блок 5), 275 м (блок 6), два по 60 м (блок 7, по одному димарю для газової турбіни та котла-утилізатора) і 220 м (блок 8).
Воду для охолодження беруть із затоки Мумбай.
Видача продукції відбувається по ЛЕП, що працюють під напругою 220 кВ.